# Ichijō Uchisane
Ichijō Uchisane (一条内実, [[[1276]] - 1305] Erro: {{japonês}}: texto da transliteração contém caractere não latino (pos 19) (ajuda)), foi um nobre do período Kamakura da História do Japão. Foi o terceiro líder do Ramo Ichijō do Clã Fujiwara.

## Vida
Uchisane foi o filho mais velho de Ietsune.

## Carreira
Uchisane serviu os seguintes imperadores: Fushimi (1288-1294); Go-Fushimi (1294-1301); Go-Nijō (1301-1304).
Uchisane entrou para a corte em  1288 servindo no Kurōdodokoro, durante o governo do Imperador Fushimi. Em 1302, já durante o governo de Go-Nijō foi promovido a Naidaijin cargo que ocupou até o final 1304.
Uchisane veio a falecer no início de 1305 aos 29 anos de idade, morreu subitamente, antes de ser nomeado Regente; e, assim, foi condenado a terminar a sua carreira como um mero nobre sênior.
Após sua morte seu filho Uchitsune tornou-se o líder do ramo.
| Precedido por Ichijō Ietsune       | -- 3º Líder dos Ichijō Fujiwara (1294-1304) | Sucedido por Ichijō Uchitsune |
| Precedido por Takatsukasa Fuyuhira | 94º Naidaijin (1302-1304)                   | Sucedido por Konoe Iehira     |